# Брайко Петро Овсійович
Петро Овсійович Брайко (9 вересня 1918 року — 7 квітня 2018 року) — радянський полковник, письменник, Герой Радянського Союзу, удостоєний звання 7 серпня 1944 року за командування однієї з частин партизанського загону С. А. Ковпака.

## Біографія
П. О. Брайко народився 9 вересня 1918 року в селі Митченки Бахмацького району Чернігівської області. Українець. В 1937 році закінчив Конотопський педагогічний технікум і деякий час працював учителем.
З серпня 1938 року в Червоній Армії. У 1940 році закінчив Московське військово-технічне училище НКВС ім. Менжинського. Був направлений командиром взводу зв'язку до 16-го оперативного прикордонного полку Західного прикордонного округу. Потім проходив службу на 13-й заставі 97-го прикордонного загону в Україні.
З першого дня німецько-радянської війни — на фронті. Героїчно бився на заставі, потім з уцілілими прикордонниками більше місяця виходив з оточення. Пройшовши понад 500 кілометрів, перейшов лінію фронту під Києвом і в серпні 1941 року був зарахований до 4-го мотострілецького полку НКВС командиром роти зв'язку. Проте в Київському котлі у вересні 1941 року майже весь полк загинув. Лейтенант Брайко був поранений, переховувався у місцевих жителів, неодноразово заарештовувався і втік, у тому числі з сумно знаменитого Дарницького табору військовополонених.
У лютому 1942 року, після чергової втечі, потрапив до Путивльського партизанського загону С. А. Ковпака. Спочатку був зарахований рядовим бійцем, потім командував взводом, ротою, був начальником розвідки з'єднання. У 1943 році був начальником штабу Кролевецького партизанського загону, що входив до з'єднання Ковпака. Потім командував цим загоном.
У 1944 році був призначений командиром 3-го полку 1-ї Української партизанської дивізії. Очолив проведення понад 100 бойових операцій. Брав участь у семи рейдах по тилам ворога. За час рейду західними областями України і східним воеводствам Польщі полк знищив сотні гітлерівців і пустив під укіс 4 ворожих ешелонів. У селищі Світ (Кореличський район Гродненської області) полк розгромив 9 маршових батальйонів противника.
7 серпня 1944 року йому було присвоєно звання Героя Радянського Союзу.
Петро Овсійович Брайко помер у Москві 7 квітня 2018 року.

## Звинувачення та реабілітація
18 жовтня 1948 року П.Брайко був заарештований за звинуваченням в антирадянській діяльності за статтею 58 і був позбавлений військових нагород та засуджений на 10 років. 24 жовтня 1953 року повністю реабілітований, з відновленням нагород (Указ Президії ВР СРСР від 2 січня 1954 року).
У січні 1954 року був знову зарахований слухачем Військової академії імені М. В. Фрунзе, по закінченні якої був направлений до внутрішніх військ МВС СРСР заступником командира військової частини № 7576 в місті Москві. Потім у 1959 році призначений начальником Внутрішніх військ МВС Казахської РСР.
Після звільнення в запас у 1960 році закінчив Літературний інститут імені О. М. Горького (1968) і створив понад 20 художніх творів історичної тематики.
Брав участь у роботі громадської Ради ветеранів.
Почесний громадянин міста Замосць (Польща), заслужений діяч культури ПНР.
У Спадщанському лісі під містом Путивль (Сумська область) на алеї Героїв встановлено бюст Петра Брайка.